# جيمي موريس
جيمي موريس (بالإنجليزية: Jamie Morris)‏ هو لاعب كرة القدم الكندية أمريكي، ولد في 6 يونيو 1965 في ساوثرين بينيس في الولايات المتحدة.

## وصلات خارجية
- جيمي موريس على موقع مرجع كرة القدم المحترفة.كوم (الإنجليزية)